# Samuel Josefowitz
Samuel Josefowitz, auch Sam Josefowitz (geboren 1921 in Anykščiai, Litauen; gestorben am 30. Juli 2015), war ein amerikanischer Medienunternehmer und Kunstsammler. Gemeinsam mit seinem Bruder David betrieb er in mehreren Ländern ein Schallplattenunternehmen mit Direktvertrieb. Später waren die Brüder international mit Buchklubs erfolgreich. Zur Kunstsammlung von Samuel Josefowitz gehörten neben Altmeistergrafiken vor allem französische Gemälde und Drucke des ausgehenden 19. Jahrhunderts, insbesondere Werke der Schule von Pont-Aven.

## Leben
Samuel Josefowitz kam 1921 als zweiter Sohn des Zachar Josefowitz (1889–1949) und seiner Frau Frieda, geborene Shur (1890–1984), in Litauen zur Welt. Zur Familie gehörten neben seinem älterer Bruder David (1918–2015) drei Schwestern. Die spätere Künstlerin Cathy Josefowitz war eine Tochter seines Bruders. Die jüdische Familie Josefowitz lebte einige Zeit in Berlin, danach nach in Lausanne und übersiedelte 1938 in die Vereinigten Staaten. Samuel Josefowitz hat Chemieingenieurwesen am Rensselaer Polytechnic Institute studiert und sein Studium 1942 mit dem Bachelor abgeschlossen. Anschließend arbeitete er im Chemieunternehmen seines Vaters auf Long Island. Hier war auch sein Bruder David tätig, der Chemie studiert hatte. Beide Brüder waren leidenschaftliche Amateurmusiker: Samuel spielte Klavier und David Violine.
Samuel und David Josefowitz arbeiteten über Jahrzehnte beruflich zusammen. Die Brüder stellten zunächst Vitaminpräparate her, die sie im Direktversand an Abonnenten verkauften. Seit 1946 produzierten sie zudem Schallplatten und gründeten hierzu den Schallplattenverlag Concert Hall Society. Hierzu gehörten das gleichnamige Musiklabel Concert Hall Society für Aufnahmen klassischer Musik, sowie die Labels Musical Masterpieces Society, Opera Society, Jazztone Society, Chamber Music Society und Handel Society. Der Verkauf der Platten erfolgte über einen Klub an Abonnenten. Die Josefowitz-Brüder verkauften das sehr erfolgreiche Geschäft 1956 an das Unternehmen Crowell Collier.
Den umfangreichen Adressbestand ihrer Abonnenten nutzten David und Samuel Josefowitz darüber hinaus für den Versandhandel mit weiteren Produkten, darunter Bohrmaschinen und Zimmerpflanzen. Zudem weiteten sie den Handel auf Gebiete außerhalb der Vereinigten Staaten aus. Nachdem sich sein Bruder David 1958 in Europa niedergelassen hatte, folgte Samuel ihm 1965 nach. Von der Schweiz aus bauten die Brüder einen internationalen Buchhandel auf. Hierzu gehörte der französische Buchklub Cercle du Bibliophile, der allein mehr als 600.000 Abonnenten hatte. Über den Klub und über eine eigene Kette von Buchläden konnten in den 1960er Jahren jährlich 6 Millionen Bücher verkauft werden. Hinzu kam der französische Buchklub Guilde Internationale du disque, eine Teilhaberschaft am Schweizer Klub Editions Rencontre, der britische Klub Heron Books sowie weitere Buchklubs in Israel, Australien, Neuseeland und Japan. Insgesamt verkauften die Buchklubs rund 12–14 Millionen Bücher jährlich. Die Bücher wurden teilweise in der eigenen Druckerei Edition Service S.A. in Genf hergestellt. 1981 verkauften die Brüder Josefowitz ihre Buchhandelsunternehmen.
Samuel Josefowitz war seit 1949 mit der späteren Buchautorin Natasha Chapro (1926–2023) verheiratet. Aus dieser Ehe gingen ein Sohn und eine Tochter hervor.
Er widmete sich in seinen letzten Lebensjahrzehnten vor allem seiner Kunstsammlung. Zuletzt lebte er in seinen Häusern in Lausanne und bei Oxford. Zudem verfügte er über eine Wohnung in Paris. Er starb 2015.

## Kunstsammlung
Das British Museum in London nennt Samuel Josefowitz „One of the greatest collectors of the twentieth century“ (Einen der größten Sammler des 20. Jahrhununderts). Ursula Scheer bezeichnete ihn in der Frankfurter Allgemeinen Zeitung als einen „der kenntnisreichsten Sammler des vorigen Jahrhunderts.“ Die Sammelleidenschaft begann bei Samuel Josefowitz bereits als Kind, als er die Geschäftspost seines Vaters nach Briefmarken durchsuchte. Mit 16 Jahren kaufte er seinen ersten Druck von Pablo Picasso. In den 1950er Jahren erwarb er erste französische Gemälde. Nach dem Besuch zweier Ausstellungen in Paris wurden Werke des Post-Impressionismus ein Schwerpunkt seiner Sammeltätigkeit, darunter Arbeiten von Paul Gauguin aus seiner Zeit in der Bretagne und anderen Künstlern der Schule von Pont-Aven sowie Malern der Gruppe der Nabis. Die Kunsthändlerin Ira Gale lenkte Ende der 1960er Jahre sein Interesse auf Drucke alter Meister, darunter Arbeiten von Albrecht Dürer und Rembrandt van Rijn. Später kamen auch einzelne Werke antiker und asiatischer Kunst hinzu. Einige Arbeiten gab Josefowitz direkt bei Künstlern wie Kees van Dongen und Diego Giacometti in Auftrag. Er erwarb wiederholt Werke von Künstlern, die bisher nicht im Fokus der allgemeinen Aufmerksamkeit standen. Dies betraf beispielsweise die Maler der Schule von Pont-Aven, aber auch den Schweizer Künstler Félix Vallotton und den französischen impressionistischen Maler Gustave Caillebotte, dessen Werke erst Jahre später am Kunstmarkt hohe Preise erzielten.
Der genaue Umfang der Kunstsammlung von Samuel Josefowitz ist nicht bekannt. Bereits zu Lebzeiten trennte er sich von einigen Werken. So übergab er 1997 einen Sammlungsblock mit 101 Werken der Pont-Avent-Gruppe an das Indianapolis Museum of Art. Hierzu gehörten 17 Gemälde, die teils als Geschenk und teils durch Verkauf ins Museum gelangten. Hinzu kamen 84 Drucke, die Josefowitz dem Museum als Geschenk überließ. Archivmaterial zu dieser Malergruppe schenkte er dem französischen Musée de Pont-Aven.
Im Jahr nach seinem Tod gab die Familie Josefowitz eine erste Gruppe von Kunstwerken aus der Sammlung unter dem Titel Au temps de Gauguin: un ensemble d’oeuvres d’une collection privée européenne im Auktionshaus Christie’s in Paris zur Versteigerung. Hierzu gehörten Werke von Künstlern wie Paul Gauguin, Édouard Vuillard, Ker-Xavier Roussel, Louis Anquetin, Maurice Denis, Robert Delaunay, Paul Sérusier, Émile Bernard und Meijer de Haan.
2023 und 2024 folgte eine Reihe weiterer Auktionen in London und Paris, in denen rund 800 Werke der über sechs Jahrzehnte zusammengetragenen Sammlung Josefowitz versteigert wurden. Am 13. Oktober 2023 kamen bei Christie’s in London unter dem Titel Masterpieces from the Collection of Sam Josefowitz: A Lifetime of Discovery and Scholarship Hauptwerke der Sammlung Josefowitz zur Versteigerung. Hierzu gehörten ein um 883 v. u. Z. entstandenes assyrisches Flachrelief, eine indische Sandsteinstele aus dem 10./11. Jahrhundert, eine japanische Holzskulptur aus dem 11./12. Jahrhundert und eine thailändische Bronzefigur des Buddha aus dem 14./15. Jahrhundert. Hinzu kamen Radierungen von Antonio del Pollaiuolo, Albrecht Dürer, Rembrandt van Rijn, Henri de Toulouse-Lautrec und Edvard Munch. Bei den Gemälden der Auktion fanden sich Werke von Künstlern wie Aristide Maillol, Gustave Caillebotte, Félix Vallotton, Kees van Dongen, Akseli Gallen-Kallela, Giacomo Balla, Paul Gauguin, Maurice Denis, Paul Sérusier und Jules Pascin. Zudem gab es in der Versteigerung eine Bronzeskulptur Das Eherne Zeitalter von Auguste Rodin und verschiedene Möbel von Diego Giacometti.

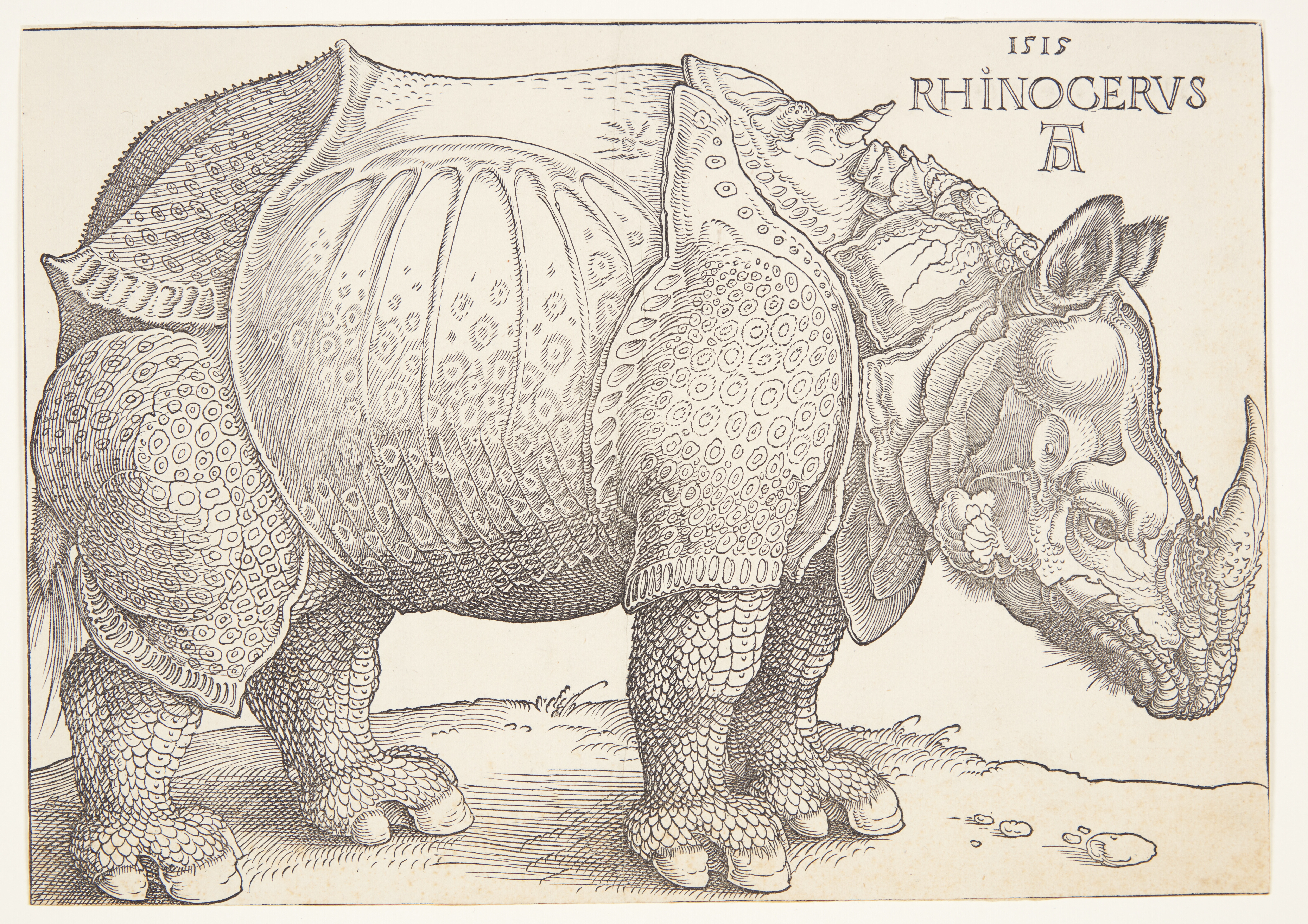
Albrecht Dürer: Rhinocerus
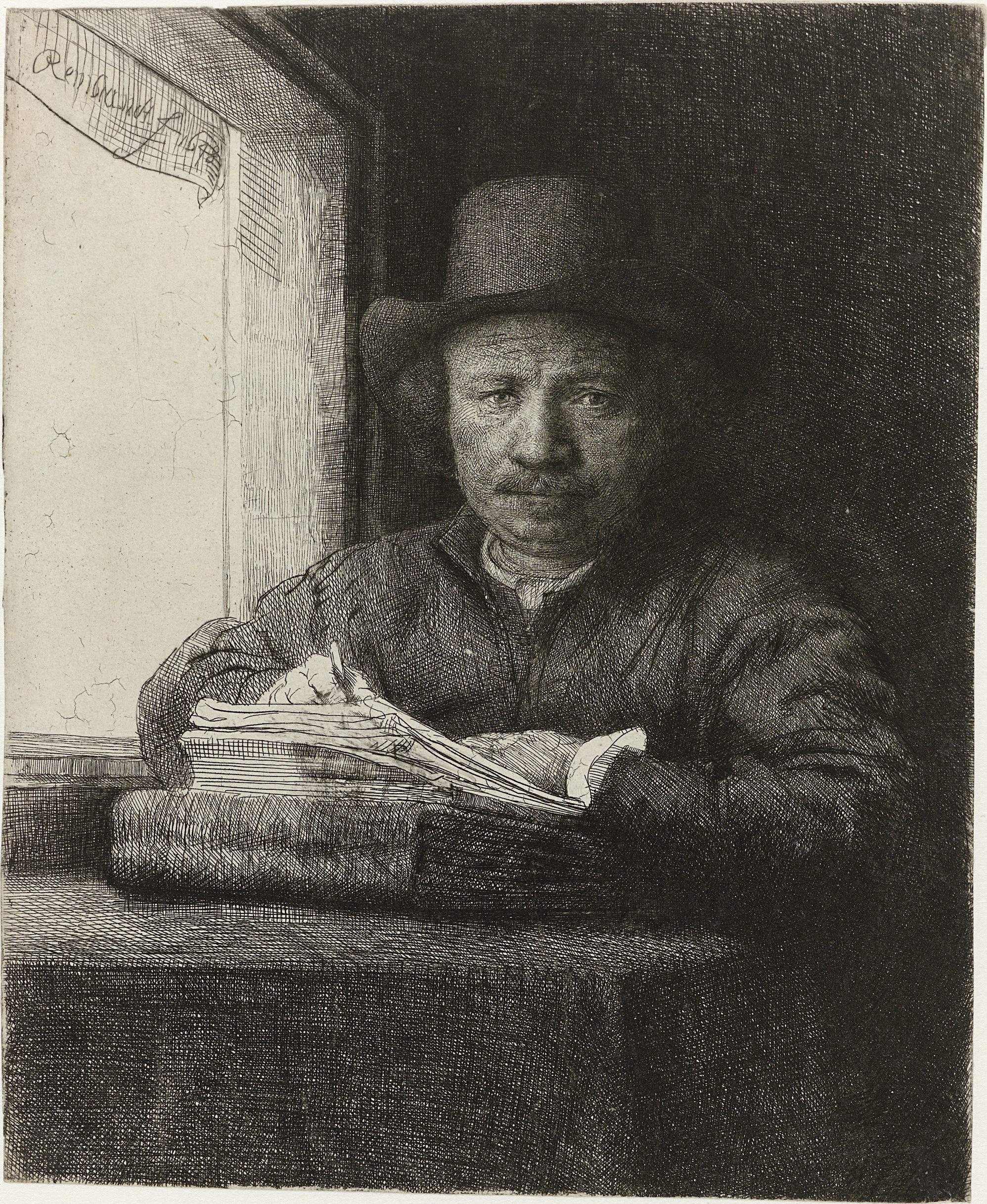
Rembrandt van Rijn: Selbstbildnis am Fenster
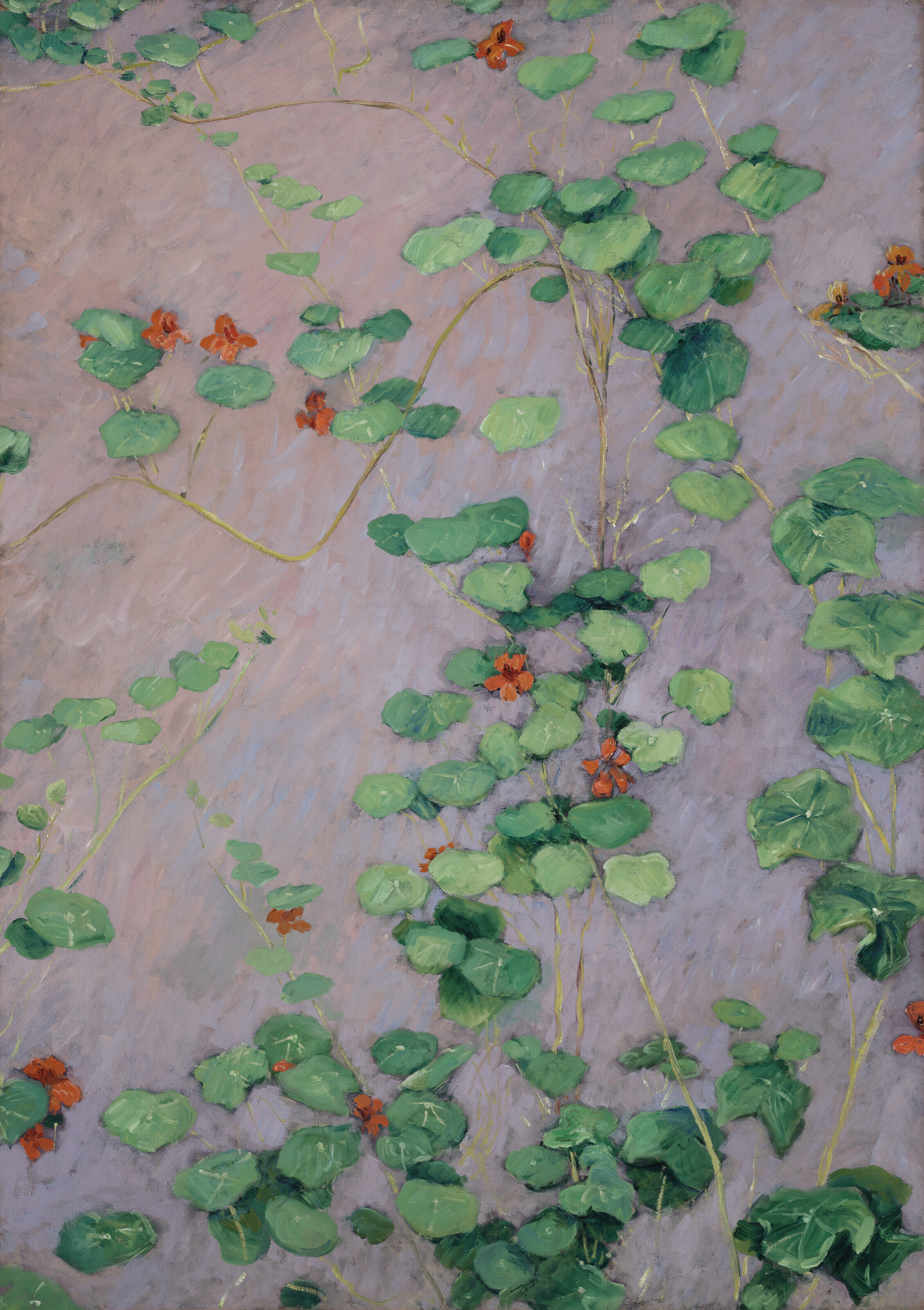
Gustave Caillebotte: Capucines
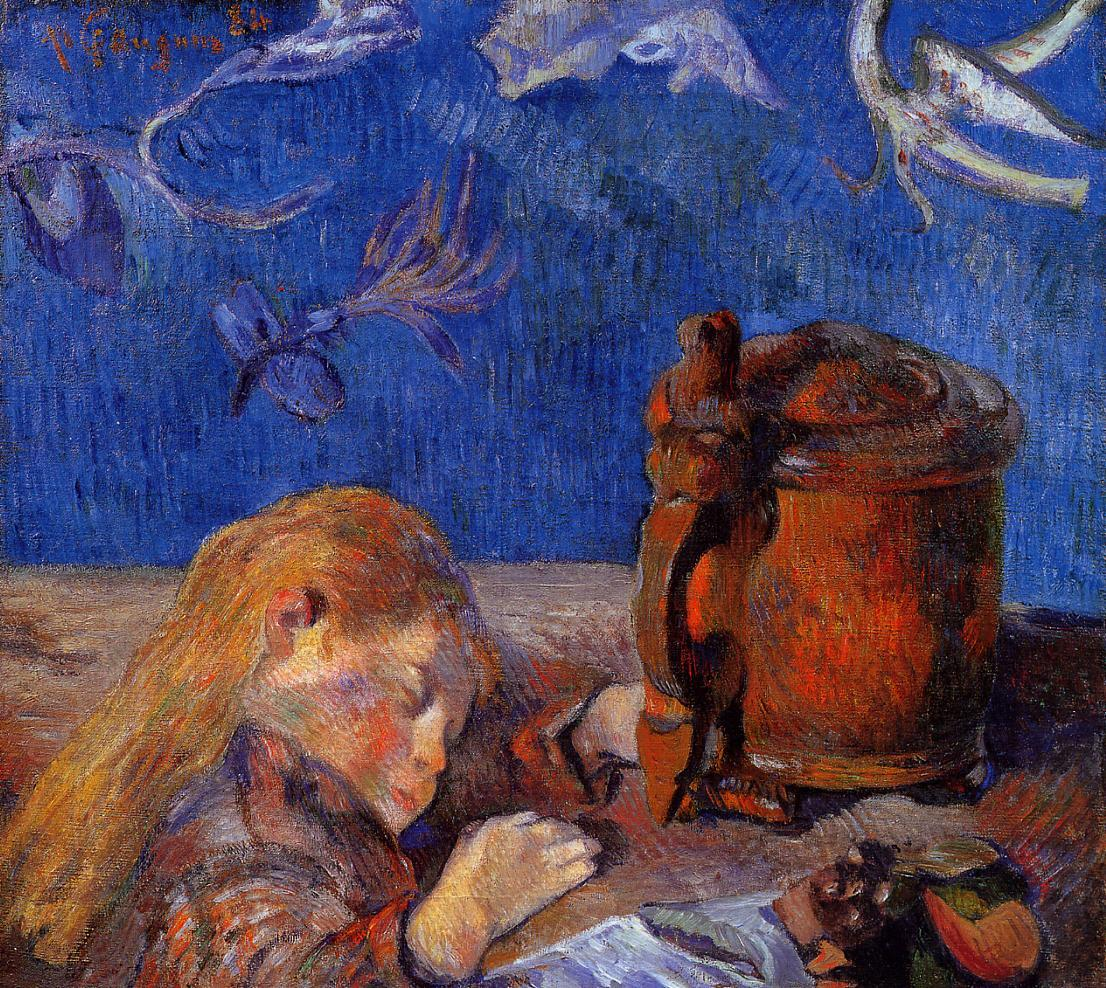
Paul Gauguin: Clovis endormi
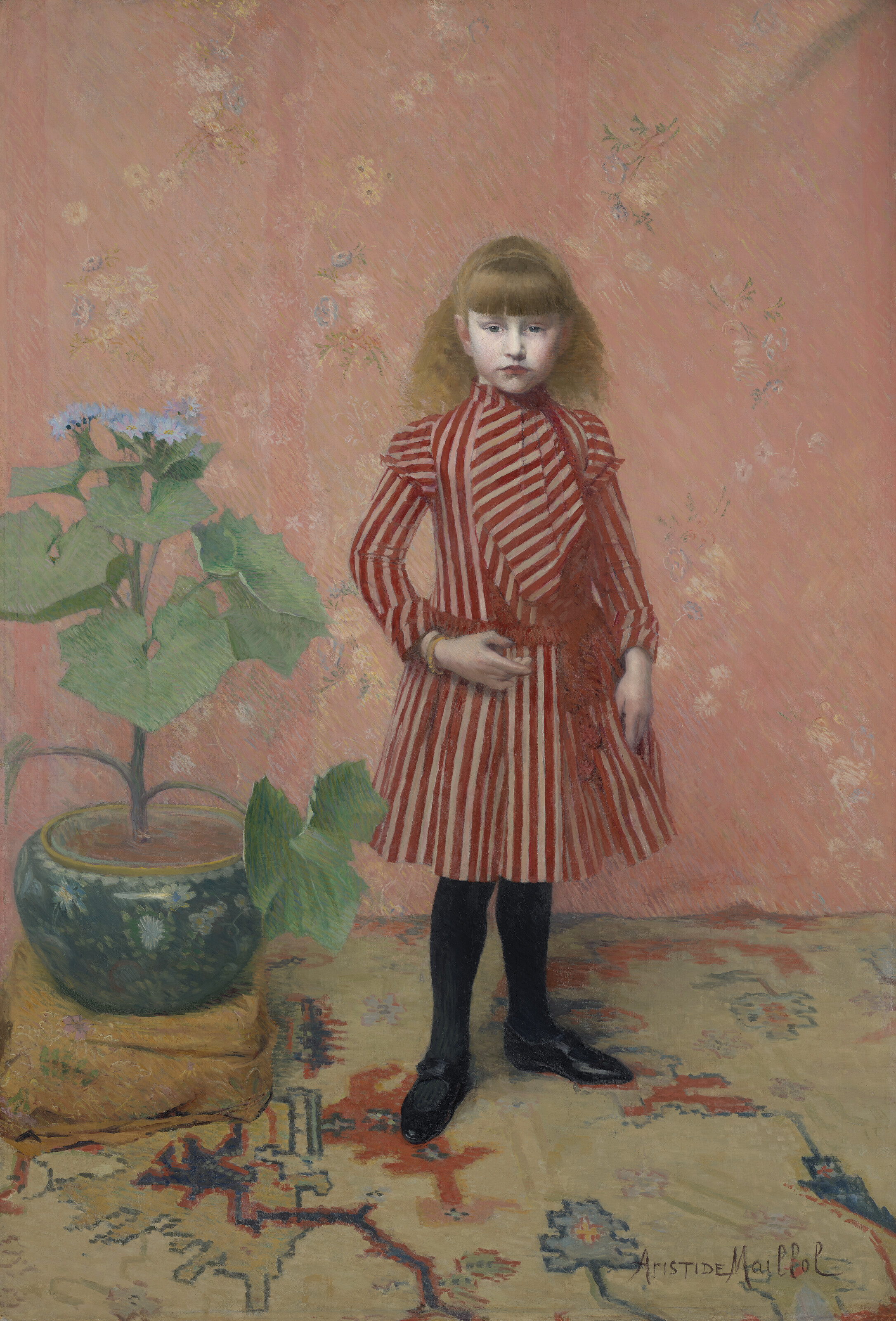
Aristide Maillol: Portrait de Mademoiselle Jeanne Faraill
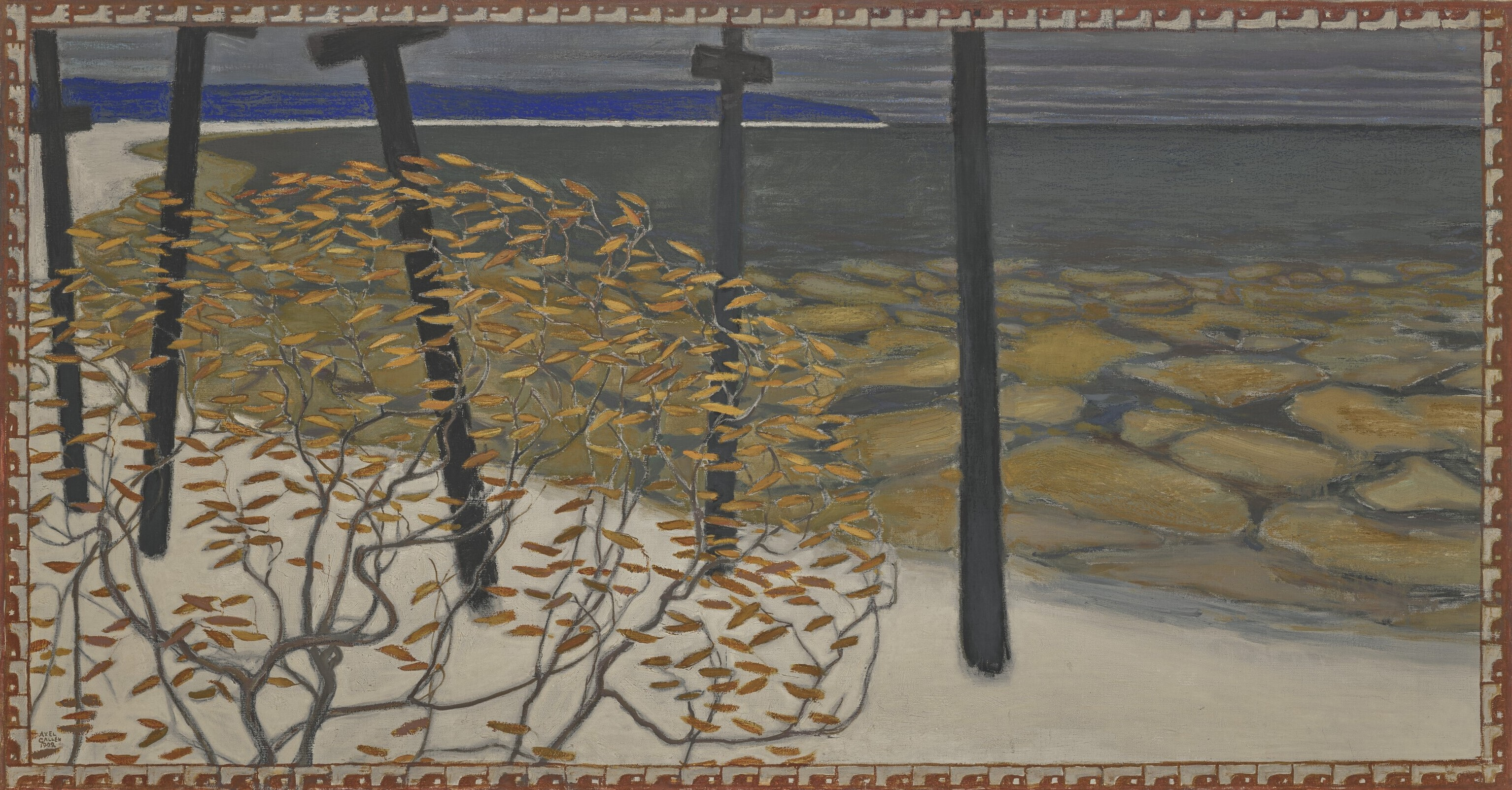
Akseli Gallen-Kallela: Automne
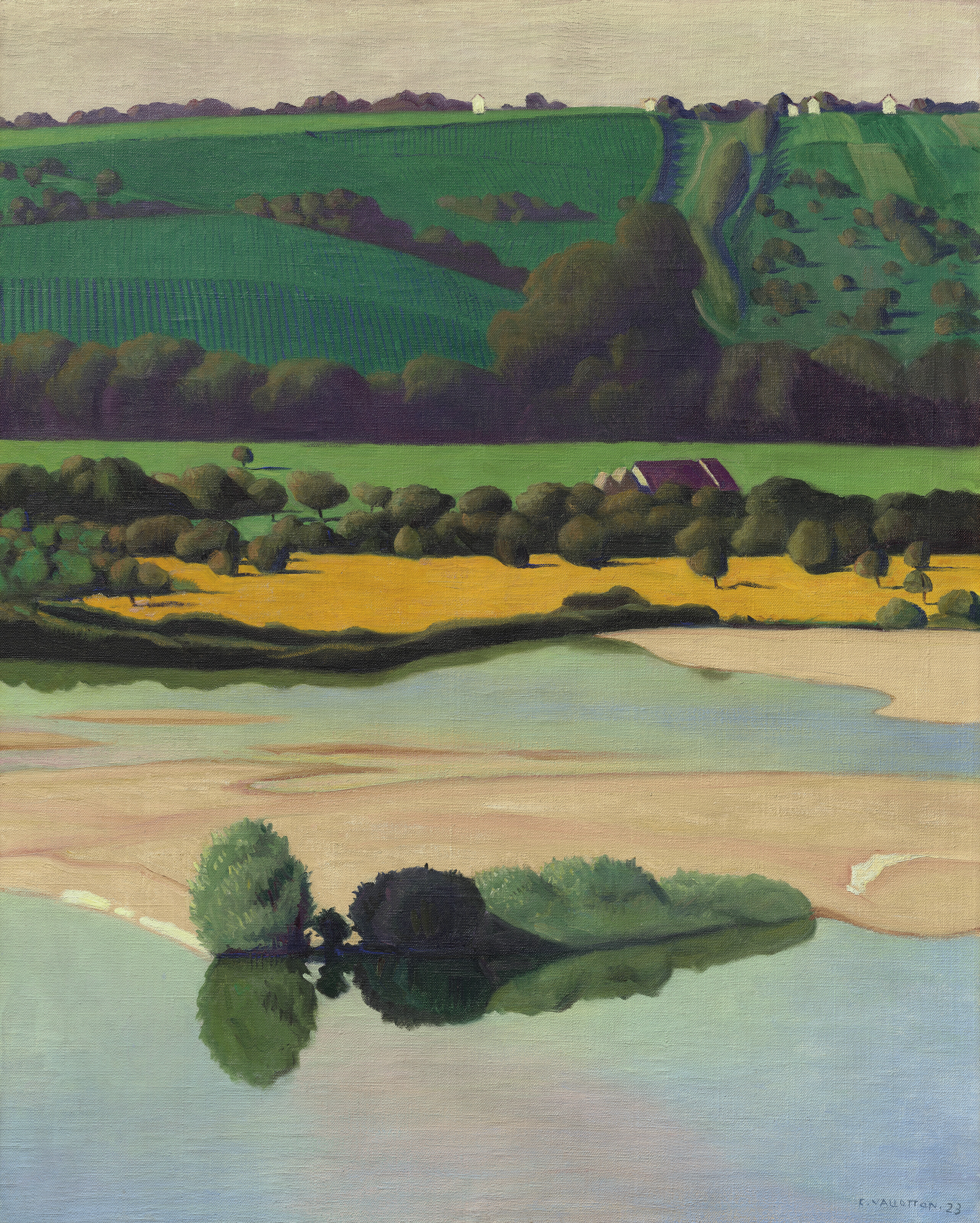
Félix Vallotton: Une soir sur la Loire
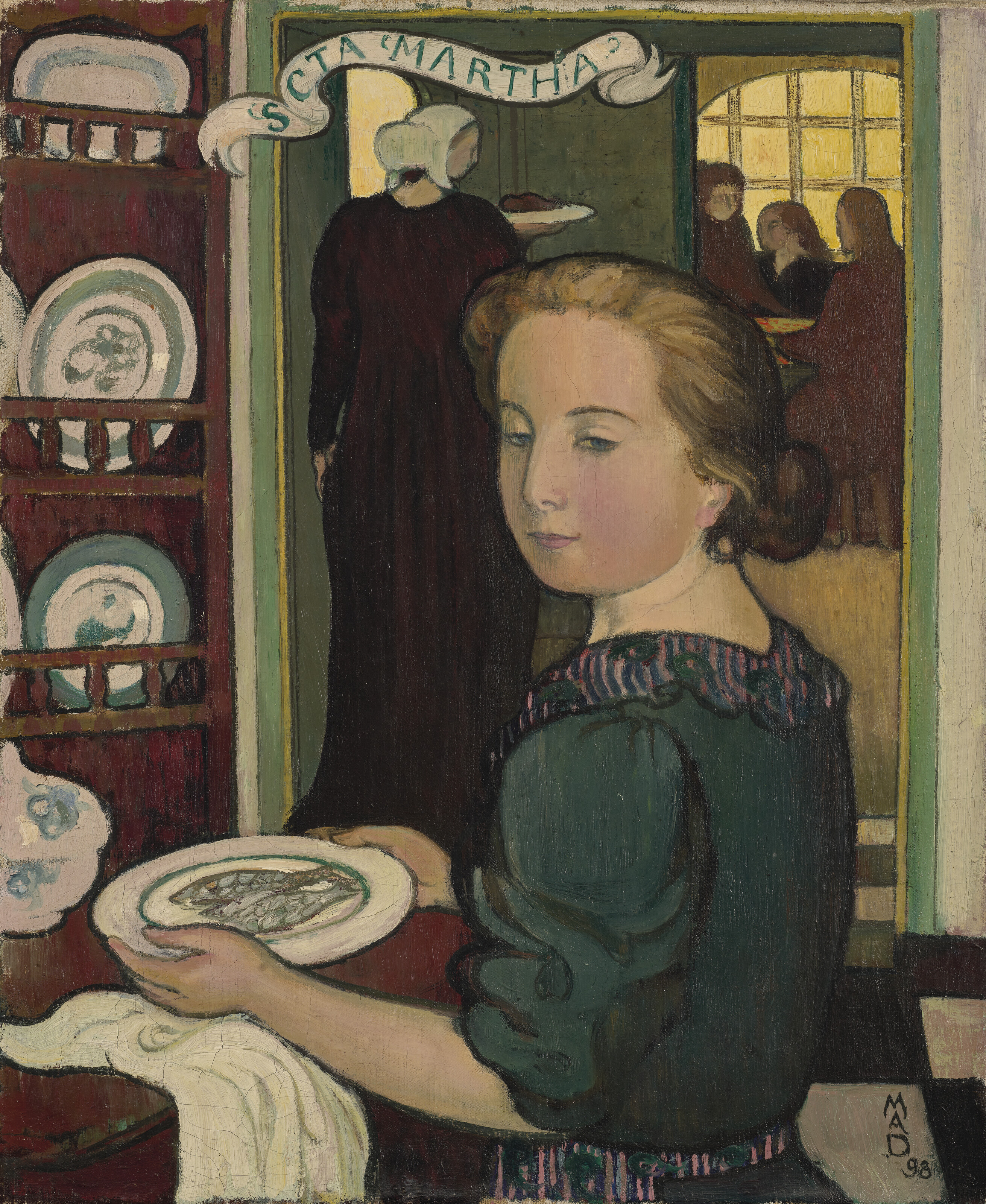
Maurice Denis: Sancta Martha

In Paris gab es am 20. und 21. Oktober 2023 bei Christie’s zwei Liveauktionen und zudem vom 12. bis 25. Oktober 2023 eine von der Pariser Filiale organisierte Onlineauktion. Hierbei kamen Gemälde von Jules Pascin, Louis Anquetin, Maurice Denis, Ker-Xavier Roussel, Armand Séguin, Childe Hassam, Fernand Léger, Paul Sérusier, Émile Bernard, Gustave Caillebotte, Kees van Dongen, Félix Vallotton, Jules Pascin, Meijer de Haan, Aristide Maillol, Henry van de Velde, Hippolyte Petitjean, Hendricus Petrus Bremmer, Jan Toorop, Auguste Herbin, Albert Gleizes und Othon Friesz. Hinzu kamen grafische Arbeiten von Paul Gauguin, Edgar Degas, Henri de Toulouse-Lautrec, Cuno Amiet, Émile Bernard, Georges Lemmen, Aristide Maillol, Maxime Maufra, Henry Moret, Odilon Redon und Paul Séruisier. Ebenfalls versteigert wurden Skulpturen von Antoine Bourdelle, Arbeiten des Kunsthandwerks und erneut Möbel von Diego Giacometti.
Am 7. Dezember 2023 kamen in London weitere 70 Rembrandt-Radierungen zum Verkauf. Vom 4. bis 12. April 2024 gab es in Paris eine weitere Onlineauktion mit Werken der Sammlung Josefowitz. Zur Versteigerung kamen dabei grafische Arbeiten von Künstlern wie Maxim Maufra, Maurice Denis, Émile Bernard, Odilon Redon, Max Klinger, Édouard Manet, James McNeill Whistler, Édouard Vuillard, Edgar Degas, Paul Signac, Henri Edmond Cross, Alfred Sisley, Auguste Rodin, Felix Bracquemond, Pierre Bonnard, Felix Vallotton, Henri Toulouse-Lautrec, Alfons Mucha, James Ensor, Eugène Carrière und Emil Orlik. Christie’s plant weitere Auktionen mit druckgrafischen Arbeiten aus der Sammlung Josefowitz, darunter im Dezember 2024 erneut eine Auktion mit 90 Radierungen von Rembrandt.

## Auszeichnungen
- 2005 Ritter (Chevalier) der Ehrenlegion[35]